# Tenchu Z
Tenchu Z, pubblicato originariamente in Giappone come Tenchu Senran (天誅 千乱?, Tenchū Senran, lett. "Retribuzione divina: Perturbazione"), è un videogioco della serie Tenchu uscito in Giappone il 5 ottobre 2006, disponibile per la console Xbox 360. Il gioco è uscito negli Stati Uniti il 12 giugno 2007, ed in Europa il 29 dello stesso mese.
L'ottavo capitolo della saga si presenta differente dai precedenti, aumentando la longevità e la grafica del gioco; livelli e ambientazioni sono più estesi, sono presenti nuovi personaggi e la possibilità di creare personaggi e squadre personalizzate.